# Рихтер, Даниэль
Даниэль Рихтер (англ. Daniel Richter; род. 18 декабря 1962, Ойтин, Германия, живет и работает в Берлине и Гамбурге, Германия) — современный немецкий живописец.

## Образование
- 1991—1995 Hochschule der Bildenden Künste, Гамбург

## Творчество
В 2000-х Даниэль Рихтер перешел от психоделической орнаментальной абстракции к более аллегорической, хотя не менее психоделической, фигуративной живописи. Он построил своё творчество на крупноформатной энергичной по цвету живописи с политическим подтекстом. Рихтер умело сочетает живописные стили нескольких столетий, используя визуальный архив истории искусства, средств массовой информации и поп-культуры. Образы Рихтер помещает в новый контекст — фантастический и вневременной, его композиции похожи на жутковатый сон, несут ощущение тревоги, нестабильности и насилия.

## Персональные выставки
- 2009 Даниэль Рихтер, Contemporary Fine Arts, Берлин, Германия
- 2008 «A Major Survey», Denver Art Museum, Денвер, США
- 2008 «Die Palette», CAC Malaga Centro de Arte, Малага
- 2008 Die Idealisten, David Zwirner, Нью-Йорк
- 2008 «Rock und Polizei», Regen Projects, Лос-Анджелес
- 2007 «Daniel Richter», Hamburger Kunsthalle, Гамбург; Gemeente Museum, Den Haag / The Hague, NL
- 2006 «Daniel Richter», Grimm Fine Art, Амстердам
- 2006 «Daniel Richter — Huntergrund», Museum für Gegenwartskunst, Базель
- 2006 «Daniel Richter und Uwe Lausen», Contemporary Fine Arts, Берлин
- 2006 «Die Peitsche der Erinnerung», с Йонатаном Мезе, Kunsthaus Stade, Stade; E-Werk, Freiburg; Kunstverein Rosenheim, Rosenheim; Helms Museum, Гамбург
- 2005 Daniel Richter Contemporary Fine Arts, Берлин
- 2005 Daniel Richter Hamburger Kunsthalle, Гамбург
- 2004 The Morning After David Zwirner, Нью-Йорк
- 2004 Daniel Richter: Pink Flag, White Horse The Power Plant, Торонто
- 2003 Hirn Neuer Berliner Kunstverein, Берлин
- 2003 Hearn Galerie Benier/Eliades, Athens
- 2002 Grünspan, K21 Kunstsammlung Nordrhein-Westfalen, Дюссельдорф
- 2001 La Cause du Peuple Patrick Painter Inc., Лос-Анджелес
- 2001 Billard um halb Zehn, Kunsthalle zu Kiel, Kiel, Германия
- 2000 Die Frau; Rock’n’Roll; Tod — Nein Danke! Contemporary Fine Arts, Берлин
- 2000 Für Immer Gesellschaft für Aktuelle Kunst, Бремен
- 2000 Je ne suis pas un robot Galerie Ghislaine Hussenot, Париж
- 1999 Fool on a Hill Johnen & Schöttle, Кёльн
- 1998 Organisierte Kriminalität Contemporary Fine Arts, Берлин
- 1997 17 Jahre Nasenbluten Contemporary Fine Arts, Берлин
- 1996 Daniel Richter Galerie Jürgen Becker, Гамбург
- 1995 Neue Bilde Contemporary Fine Arts, Берлин

## Декорации
- 2008 «Herzog Blaubarts Burg», опера
- 2008 «Cantata profana — die neun Zauberhirsche»
- 1999 «Der grüne Kakadu»

## Награды
- 2001 Förderpreis für Junge Kunst, Schleswig-Holstein,
- 1998 Otto — Dix — Preisträger, Gera

## Публичные коллекции
- Deutsche Bank, Frankfurt
- Sammlung der Bundesrepublik Deutschland, Мюнхен
- Kunsthalle zu Kiel, Kiel
- Centre Pompidou, Париж
- Hamburger Kunsthalle, Гамбург
- Museum der Bildenden Künste, Лейпциг
- Gemeentemuseum, Den Haag / The Hague, NL